# Rathaus Ruchheim

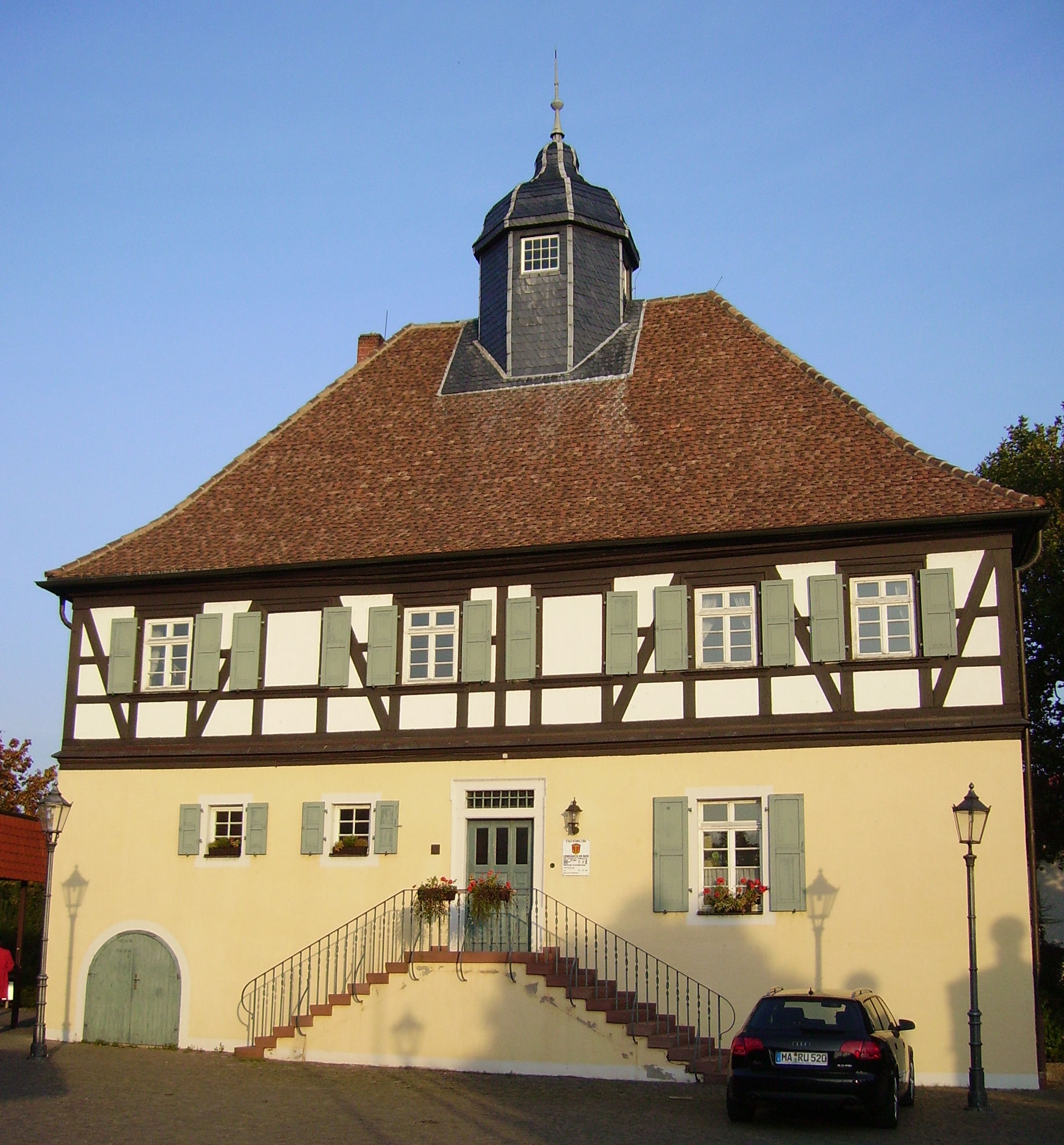
Ruchheim Rathaus

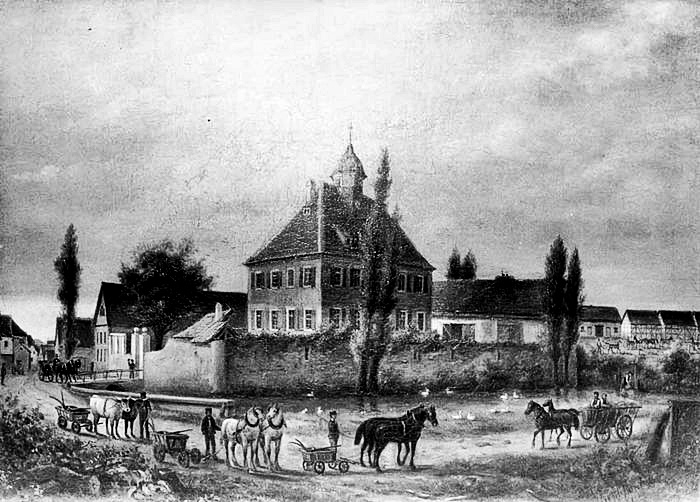
Ansicht zu Beginn des 19. Jahrhunderts, mit Wassergräben

Das Rathaus in Ruchheim, einem Stadtteil von Ludwigshafen am Rhein in Rheinland-Pfalz, wurde um 1721 als Wasserschloss erbaut. Es befindet sich in der Schlossstraße 1 und ist ein geschütztes Kulturdenkmal.

## Geschichte
Das ursprüngliche Wasserschloss wurde um 1721 von der aus Basel stammenden Familie von Russicon erbaut. Konferenzrat und oberster Hofkanzler am kurpfälzischen Hof, Freiherr Jakob Tillmann von Hallberg erwarb 1737 den Ort und das Schloss. Versteigert wurde das Anwesen 1815 und kam in den Besitz der Familie Wolf aus Wachenheim, die es zu einem Hofgut ausbaute. Der Graben um das Schloss wurde 1885 eingeebnet. Der spätere Besitzer Albert Bürklin baute es 1909 zum Wohn- und Verwaltungshaus des Hofgutes Bürklin-Wolf um. Das BASF-Wohnungsunternehmen GEWOGE kaufte das Gebäude 1964, die Gemeinde Ruchheim kaufte es wiederum 1970 von dieser. Nach der Eingemeindung von Ruchheim 1974 wurde die Stadt Ludwigshafen Besitzer. Es wurden ca. 1968 die alten Nebengebäude abgerissen und ein Gemeinschaftshaus eingerichtet. Heute ist das ehemalige Schloss Sitz des Ortsvorstehers von Ruchheim.